# Xaviera manca
Xaviera manca is een insect uit de familie van de Mantispidae, die tot de orde netvleugeligen (Neuroptera) behoort. 
Xaviera manca is voor het eerst wetenschappelijk beschreven door Gerstäcker in 1885.